# Andreas Karoliussen
Jörgen Andreas Karoliussen, född 8 januari 1986, är en svensk skådespelare.

## Filmografi
- 2004 – Fjorton suger
- 2006 – Du & jag
- 2007 – Hata Göteborg